# Leptocuma vicarium
Leptocuma vicarium är en kräftdjursart som beskrevs av Hale 1944. Leptocuma vicarium ingår i släktet Leptocuma och familjen Bodotriidae. Inga underarter finns listade i Catalogue of Life.